# Guinea-Bissaus fodboldlandshold
Guinea-Bissaus fodboldlandshold repræsenterer Guinea-Bissau i fodboldturneringer og kontrolleres af Guinea-Bissaus fodboldforbund.